# Васенков Михайло Анатолійович
Михайло Анатолійович Васенков (9 жовтня 1942, Кунцево, Московська область, СРСР — 6 квітня 2022) — радянський та російський розвідник-нелегал, співробітник Служби зовнішньої розвідки Російської Федерації. Герой Радянського Союзу (1990).

## Біографія
Михайло Васенков народився 9 жовтня 1942 року в місті Кунцево Московської області (зараз — у межах міста Москви) в сім'ї робітників.
1965 року з відзнакою та золотою медаллю закінчив Московське вище загальновійськове командне училище імені Верховної Ради РСФСР. 1966 року працює в органах державної безпеки. 1968 року закінчив дворічні курси підготовки оперативних працівників зі знанням іноземних мов Вищої школи Комітету державної безпеки (КДБ) при Раді Міністрів (РМ) СРСР імені Ф. Е. Дзержинського. Досконало володіє іспанською та англійською мовами, розмовляє французькою.
Служив в Управлінні «С» (нелегальна розвідка) Першого головного управління (зовнішня розвідка) КДБ при СМ СРСР-КДБ СРСР-Служба зовнішньої розвідки РФ (СЗР РФ). На роботі в особливих умовах з 1975 року. Був на нелегальній роботі закордоном, у тому числі в Іспанії й Перу.
У січні 1976 року він приїхав до Іспанії, згідно одних даних, з Куби, з інших даних з Мексики. 13 березня 1976 року приїхав з Іспанії в Перу з паспортом громадянина Уругваю на імя Гуана Хосе Ласаро Фуентеса (ісп. Juan José Lázaro Fuentes). З собою мав листа на бланку однієї іспанської тютюнової компанії про те, що він приїхав у відрядження для вивчення місцевої мови. Через 2 роки він надав цього листа, копію свого паспорта та копію уругвайського свідоцтва про народження в міністерство внутрішніх справ Перу й попросив громадянство цієї країни.
1979 року його прохання про 8громадянство було задоволено. 1983 року він одружився з перуанською журналісткою Вікі Пелаес, а 1985 року з нею та її сином він попереднього шлюбу переїхав до Нью-Йорку. Там у них народився син. Старший прийомний син став музикантом, а молодший — архітектором.
Васенков-Ласаро має чорний пояс з карате. У США він вступив до Нью-Йоркського університету та захистив докторську дисертацію з філософії, опісля протягом семестру викладав. Також, працював прес-фотографом, що було дуже зручно для прикриття його розвідувальної діяльності.
Він створив та очолив нелегальну резидентуру, котра діставала цінну політичну інформацію, котра була високо оцінена. Виконуючи завдання показував витримку, рішучість, сміливість. Характеризував себе як трудолюбивого, чесного та скромного співробітника, схильного до роботи, що пов'язана з ризиком та необхідністю показати волю, мужність та винахідливість.
Указом Президії Верховної Ради СРСР («закритим») від 12 січня 1990 року за мужність і героїзм, виявлені при виконанні службового обов'язку, полковнику Васенкову Михайлу Анатолійовичу присвоєно звання Героя Радянського Союзу з врученням ордена Леніна і медалі «Золота Зірка».
У 2004 році був звільнений на пенсію з органів розвідки після досягнення граничного віку військової служби, але продовжив жити в США з дружиною.
Остаточно невідомо, з якого періоду за Васенковим-Ласаро і його дружиною почали стежити, але принаймні з 2002 року їхній будинок в Йонкерсі не прослуховувався, оскільки агентами контррозвідки ФБР була надана роздруківка запису розмови, в якому Ласаро зізнавався дружині, що в Москві незадоволені його донесеннями, оскільки він не називає в них джерел інформації.
27 червня 2010 він був арештований у власному будинку в Йонкерсі, Нью-Йорк. Спочатку американські спецслужби не могли надати доказів зв'язку з російською розвідкою.
Васенко всі звинувачення заперечував, наполягаючи на своїй невинності. За версією журналістів газети «Коммерсантъ», Васенкова видав колишній заступник начальника управління «С» по роботі з нелегалами СЗР полковник Олександр Потєєв, який прийшов в камеру до нього і запропонував йому зізнатися у шпигунстві, поклавши перед ним на стіл особову справу на Васенкова. Це змусило Васенкова назвати своє справжнє ім'я. Всупереч деяким повідомленнями, що на допитах американські слідчі застосовували до нього заходи фізичного впливу, зламавши йому три ребра і ногу, сам Васенков спростував цю інформацію. У ЗМІ та на сайті СЗР вказувалось, що винним у виявленні групи російських шпигунів 2010 року у США був колишній полковник СЗР А. М. Потєєв.
Згідно з поставновою суду, Васенков був депортований в Росію. У даний час він мешкає у Москві. Розмволяє російською мовою з сильним іспанським акцентом. За даними іноземних ЗМІ, Васенков хотів би повенутись до Латинської Америки.
28 січня 2020 року директор СЗР РФ Сергій Наришкін на прес-конференції в МІА «Росія сьогодні» назвав імена російських розвідників-нелегалів, що зробили своєю «роботою» вагомий вклад у розвідку. Серед названих був і полковник у відставці Михайло Васенков, на сайті СЗР РФ було опублікована його офіційна біографія.

## Нагороди
- Звання «Герой Радянського Союзу» тп медаль «Золота зірка» (12 січня 1990).
- Орден Леніна (12 січня 1990).
- Орден Червоного Прапора.
- Орден Червоної Зірки (16 лютого 1988).
- Орден Мужності (2010).
- Медалі СРСР і Російської Федерації.